# Elephantomyia (Elephantomyia) niveipes
Elephantomyia (Elephantomyia) niveipes is een tweevleugelige uit de familie steltmuggen (Limoniidae). De soort komt voor in het Australaziatisch gebied.